# 強虫女と弱虫男
『強虫女と弱虫男』（つよむしおんなとよわむしおとこ）は、1968年6月30日に日本で公開された映画。

## スタッフ
- 監督・脚本：新藤兼人
- 製作：能登節雄、桑原一雄
- 撮影：黒田清巳
- 音楽：林光

## キャスト
- フミ子：乙羽信子
- キミ子：山岸映子
- 善造：殿山泰司
- 権兵衛：観世栄夫
- 竜：中村良子
- 山野：武周鴨
- 川原：草野大悟
- 平安母艦の主任：戸浦六宏
- オミツ：川口敦子
- 熊谷：浜田寅彦
- ステテコ：山村弘三
- フンドシ：宮田勝
- 百姓の婆さん：毛利菊枝
- パパさん：若宮忠三郎
- 矢島教師：小川吉信
- キャバレーの歌手：佳川ヨコ

| スタブアイコン | サブスタブ | この項目は、まだ閲覧者の調べものの参照としては役立たない、映画に関連した書きかけの項目です。この項目を加筆・訂正などしてくださる協力者を求めています（P:映画/PJ:映画）。 |